# Station Ustanówek
Station Ustanówek is een spoorwegstation in de Poolse plaats Ustanówek.